# Schlachthof (Königsberg)

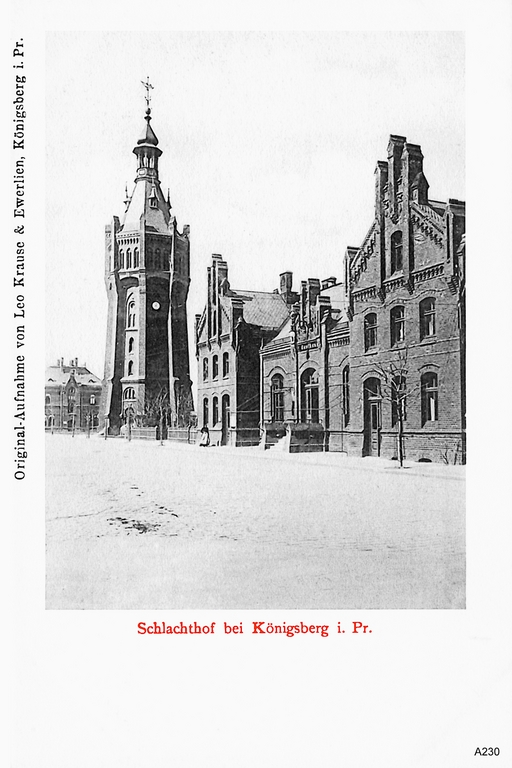
Schlachthof mit Wasserturm

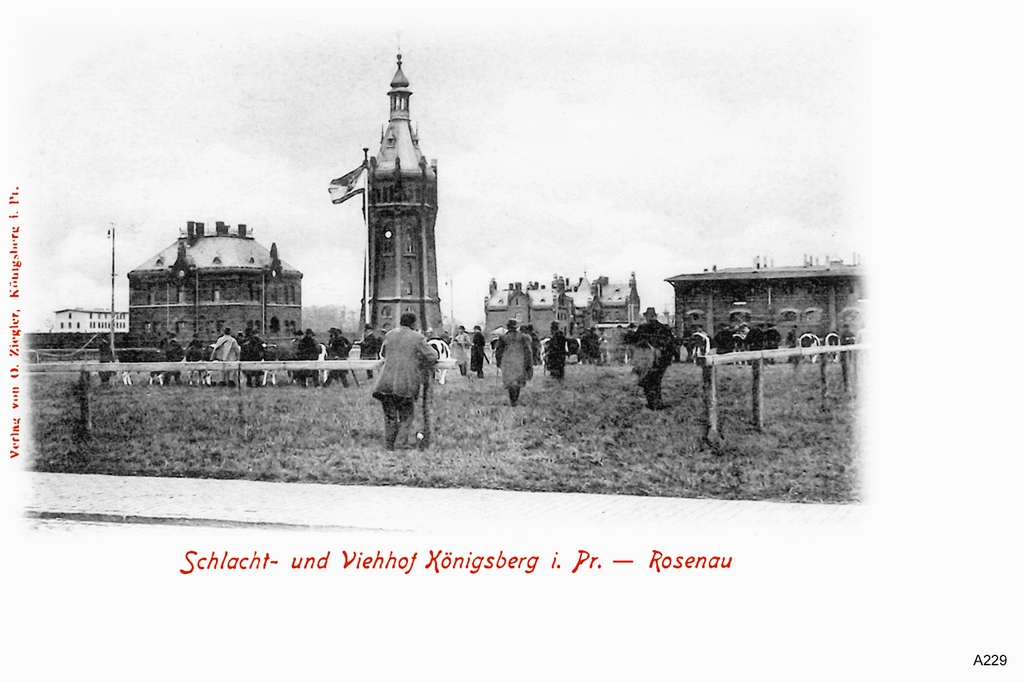
Ansicht vom Viehhof

Der Königsberger Schlachthof lag an der Arweider Allee in Rosenau (Königsberg).

## Bedeutung
Er war bei seiner Fertigstellung 1885 einer der modernsten Vieh- und Schlachthöfe in Deutschland. Er entstand nach Entwurf des Königsberger Stadtbaurats Paul Mühlbach und besaß einen eigenen, repräsentativ gestalteten Wasserturm.
Im Mittelalter hatte jede der damals selbständigen Kommunen (Kneiphof, Löbenicht und Altstadt (Königsberg)) einen eigenen Schlachthof, genannt Köttelhof. Der Altstädtische lag an der Holzbrücke; der Kneiphöfische wurde 1377 am südlichen Ufer des alten Pregels gebaut. Der Löbenichtsche lag außerhalb der Mauern am Pregelufer des Sackheims. Die Burgfreiheit hatte ihren Schlachthof auf dem späteren Burgkirchenplatz. Allein der Altstädtische Schlachthof konnte sich bis 1889 halten, weil er der Fleischerinnung gehörte.
Auf den neuen, zentralen, modernen Schlacht- und Viehhof wurden im Jahre 1900 geschlachtet: 1.332 Rinder, 1.076 Schafe und 23.699 Schweine. 1905/06 wurde der Schlachthof bedeutend erweitert. Bei den Luftangriffen auf Königsberg größtenteils zerstört, wurden die Gebäude nicht wieder aufgebaut. Die Ruine des ehemaligen Wasserturms ist heute noch auf dem Gelände zu finden.